# 1946 en dadaïsme et surréalisme
Pour l'année, voir 1946.
 Chronologie de dada et du surréalisme 
- 1942
- 1943
- 1944
- 1945
- 1946
- 1947
- 1948
- 1949
- 1950

Cet article présente les faits marquants de l'année 1946 en dadaïsme et surréalisme .

## Éphémérides

### Janvier
- 1er janvier
Parution à Port-au-Prince (Haïti) d'un numéro spécial de la revue La Ruche en hommage à André Breton. Le numéro est immédiatement saisi. L'écrivain René Depestre est arrêté et emprisonné. Le soulèvement qui s'ensuit provoque la chute du gouverneur Lescot[1].

- 24 janvier
Exposition Wifredo Lam à Port-au-Prince. Breton écrit la préface du catalogue La Nuit Haïti[2]. Il rencontre le peintre Hector Hyppolite et le poète Clément Magloire-Saint-Aude[3].

### Mars
- 26 mars
Rencontre André Breton / Albert Camus à New York[4].

### Avril
- Antonin Artaud, L'Homme et sa douleur, dessin[5]

### Mai
- 26 mai
Retour en France d'André Breton[6].

- 26 mai
Antonin Artaud quitte Rodez. Il est installé dans une maison de santé à Ivry-sur-Seine (act. Val-de-Marne)[7].

- Adrienne Monnier prononce une conférence intitulée Mémorial de la Rue de l'Odéon : « Breton [derrière Apollinaire] debout, adossé au mur, le regard fixe et panique, voyant non pas l'homme qui était présent, mais l'Invisible, le dieu noir, dont il fallait recevoir l'ordre. »[8]

### Juin
- 1er juin
Retrouvailles Antonin Artaud / André Breton[9].

- 7 juin
Séance d'hommage à Artaud au Théâtre Sarah-Bernhardt et exposition de ses dessins organisée par Jean Paulhan, Arthur Adamov et Marthe Robert pour saluer son retour après dix ans d'internement psychiatrique. Breton prononce l'allocution inaugurale : « Chaque fois qu'il m'arrive d'évoquer - avec nostalgie - ce qu'a été la revendication surréaliste s'exprimant dans sa pureté et dans son intransigeance originelles, c'est la personnalité d'Antonin Artaud, magnifique et noir, qui s'impose à moi, c'est une certaine intonation de sa voix qui met les paillettes d'or dans le murmure. »[10]

### Juillet
- 16 juillet
Antonin Artaud enregistre Aliénation et magie noire pour le Club d'essai de la radio qu'animent et dirigent Pierre Schaeffer et Jean Tardieu[11].

### Octobre
- 1er octobre
Antonin Artaud, Adresse au Pape et Adresse au Dalaï-Lama[réf. nécessaire]

- 5 octobre
Parution dans la revue Le Littéraire d'un entretien d'André Breton avec Jean Duché. À la question : « Le monde après Hiroshima ? » Breton répond : « C'est le strict devoir des intellectuels de dénoncer une folie meurtrière et de procéder à une refonte générale des idées aujourd'hui toutes faites, il faut une critique absolue où les plans les plus osés se donnent libre cours. »[12]

- René Magritte, Marcel Mariën & Paul Nougé, Le Surréalisme en plein soleil, manifeste. Également signé par d'autres surréalistes belges et par Joë Bousquet. Ils veulent arracher le surréalisme actuel à sa complaisance pour le mystère pour l'orienter vers « la lumière du soleil ». Proposé à sa signature, Breton répond à Magritte : « Texte anti-dialectique et par ailleurs cousu de fil blanc, vous plaisantez. » Magritte et Nougé répondent : « Le fil blanc est sur votre bobine. »[13]

### Novembre
- André Breton, Yves Tanguy, recueil de textes inédits sur le peintre, mis en page par Marcel Duchamp et publié à New York par Pierre Matisse[14].

### Cette année-là
- Yves Bonnefoy, Iaroslav Sepan et Claude Tarnaud fondent le groupe d'inspiration surréaliste La Révolution la nuit[7] et font paraître à Paris le premier numéro de la revue portant le même titre[15].

- Parution à Bruxelles de la revue Le Suractuel réalisée par Christian Dotremont, Irène Hamoir, René Magritte, Louis Scutenaire et Jean Seeger[16].

- À Londres, parution de la revue Free unions (Unions libres) qui rassemble des articles, des poèmes et des dessins de surréalistes anglais et français. Éditée par un imprimeur spécialisé dans les ouvrages anarchistes, la revue est saisie par la police qui croyait mettre la main sur une série de messages codés[17].

- À Paris, Galerie de Berri, première exposition parisienne des œuvres de Rachel Baes, organisée par Paul Eluard[18].

- Une revue de New York publie un entretien de Max Ernst qui déplore l'absence, à New York, de cafés où se retrouver : « [Ici], il y eut des artistes mais pas d'art. L'art n'est pas le produit d'un seul artiste, mais de plusieurs. C'est à un haut degré le produit de l'échange de leurs idées »[19].

### Œuvres
- Jean Arp
  - Le Siège de l’air, poèmes[20]

- Antonin Artaud

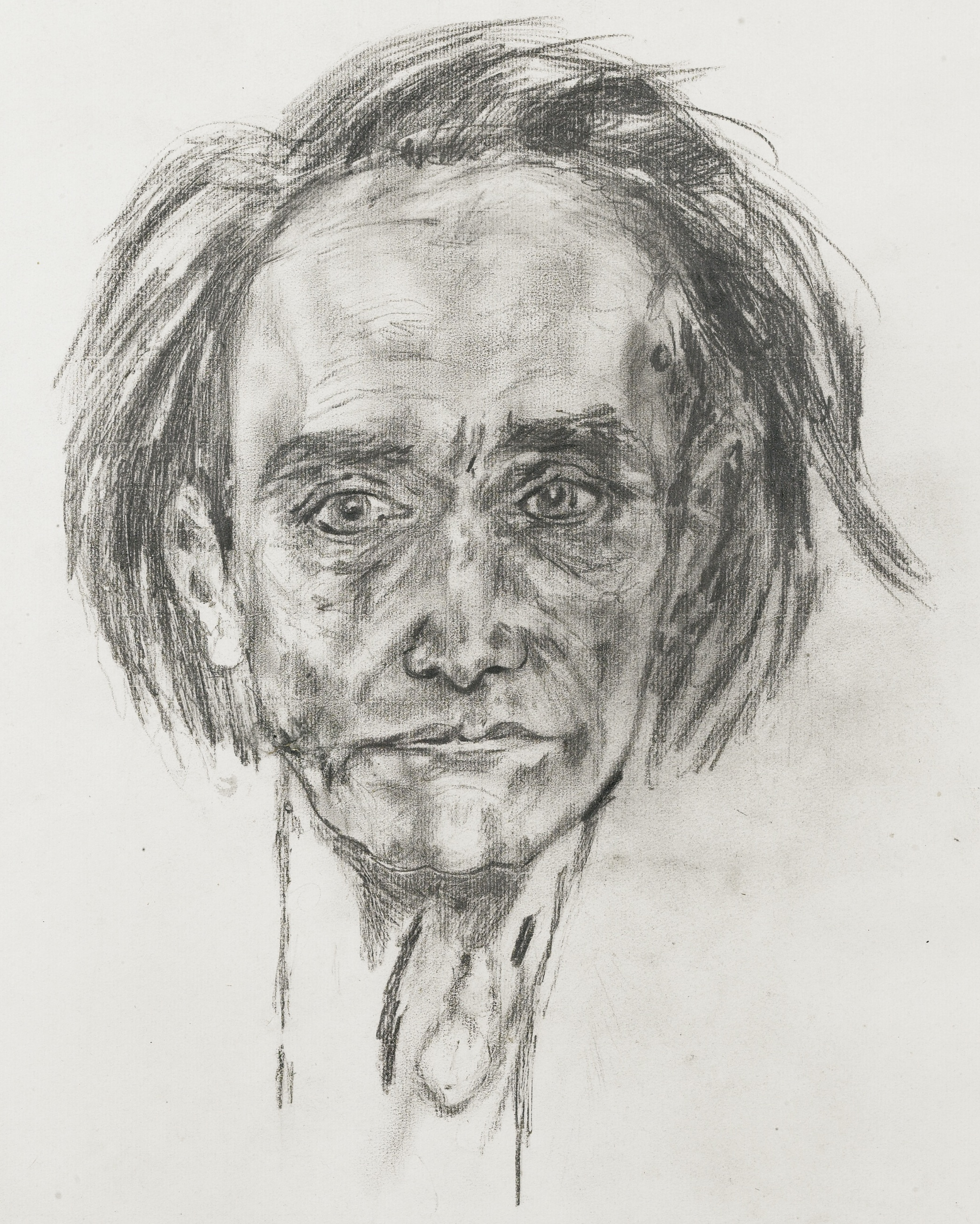
Antonin Artaud, Autoportrait, 1946

  - Adresse au Pape : « Je renie le baptême. Je chie sur le nom chrétien. Je me branle sur la croix de dieu (mais la branlette, Pie XII, n'a jamais été dans mes habitudes, elle n'y entrera jamais). »
  - Adresse au Dalaï-Lama : « Que vous ayez ou non, à travers le néant, tasté mon corps, pour pouvoir en étiqueter les réactions d'aspic, et les faire tomber à pic dans la chute de vos rouleaux d'ego, ibi, esprit, perisprit, pan-insprit, par ago, tant à go, tamichto, ta pistro, pampita, pre-brahma, par a bo, pa ta pho, para-brah-pitr'a fa et toute la nomenclature anti-psychique, a psychologique, para-mystique, métaphysique, anti physique, ana meta dialectique où vous avez cru faire tenir tous mes maux, à moi le corps, j'ai à vous dire que vous, lamas, êtes tous des saligauds, yogis en plus et gourous foutus. »
  - Aliénation et magie noire, écrits
  - L'Homme et sa douleur, dessin, technique mixte sur papier[21]
  - La Maladresse sexuelle de Dieu, dessin, crayons de couleur et craies sur papier[22]
- Rachel Baes
  - La Polka, huile sur toile[23]
- Jacques Baron
  - Le Noir de l'azur, écrit[24]
- Hans Bellmer
  - Dialogue du prêtre et du moribond (pour Sade), crayon sur papier
- Victor Brauner
  - Coup du doute, huile sur toile[25],
  - Le Lion double, huile sur toile[26]
  - La Rencontre du 2 bis, rue Pernel (la charmeuse Congloméros), huile sur toile[27],
  - Le Triomphe du doute, huile sur toile[28]
- André Breton
  - La Nuit Haïti : « C'est à leurs pieds que Wifredo Lam installe son vêver, c'est-à-dire la merveilleuse et toujours changeante lueur tombant des vitraux invraisemblablement ouvragés de la nature tropicale sur un esprit libéré de toute influence et prédestiné à faire surgir, de cette lueur, les images des dieux[29]. »
  - Young cherry trees secured against hares (Jeunes cerisiers garantis contre les lièvres), couverture de Marcel Duchamp et deux dessins d'Arshile Gorky[30]
  - Yves Tanguy, recueil de textes
- Bruno Capacci
  - La Genèse des formes, huile sur toile[31]
- Leonora Carrington
  - La Tentation de saint Antoine, huile sur toile[32]
- Aimé Césaire
  - Les Armes miraculeuses, poèmes[33]
- Salvador Dalí
  - La Tentation de saint Antoine, huile sur toile[34]
- Paul Delvaux
  - L'Escalier, huile sur panneau[35]]
- Marcel Duchamp
  - Paysage fautif, objet : sperme sur satin noir tendu sur un cadre en bois, envoyé à Maria Martins, artiste brésilienne[36]
- Alberto Giacometti
  - Nuit, sculpture
- Arshile Gorky
  - Charred beloved, huile sur toile
  - From a high plan II, huile sur toile[37]
- David Hare
  - L'Homme assoiffé, bronze[38]
- Maurice Henry
  - Les Paupières de verre, poèmes
- Jacques Hérold
  - La Femmoiselle, sculpture : bronze[39]
  - Tourbillon des signes, huile sur toile[40]
- Frida Kahlo
  - Le Cerf blessé, huile sur contreplaqué[41]
- Jacqueline Lamba
  - Constructions intérieures maisons jardins[42]
  - Le Puits[43]

- Marcel Lefrancq
  - Éloge du carnage, photographie[44]
- Michel Leiris
  - Aurora, récit onirique[45]
- Gherasim Luca

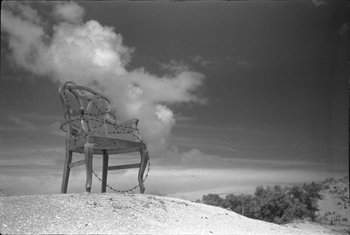
Marcel Lefrancq, Éloge du carnage

  - Les Orgies des quanta, recueil de puzzles appelés « cubomanie » constitués par des carrés découpés dans des illustrations et collés au hasard[46]
- René Magritte
  - Alice au pays des merveilles, huile sur toile : girafe dans un verre à pied[47]
  - Le Bain de cristal, huile sur toile[48]
  - The Cut glass, huile sur toile[49]
- René Magritte, Marcel Mariën & Paul Nougé
  - Le Surréalisme en plein soleil, manifeste : « Le sentiment que nous avons de ne pouvoir fuir l'univers mental nous oblige […] à affirmer l'existence d'un univers extramental et l'action réciproque de l'un sur l'autre en devient plus certaine […] Nous ne connaissons pas d'ombres irréductibles, car une vision attentive révèle que dans toute ombre physique ou spirituelle il y a des lumières, des couleurs qui l'animent […] Il ne faut pas craindre la lumière du soleil sous prétexte qu'elle n'a presque toujours servi qu'à éclairer un monde misérable. Sous des traits nouveaux et charmants, les sirènes, les portes, les fantômes, les dieux, les arbres, tous ces objets de l'esprit seront restitués à la vie intense des lumières vives dans l'isolement de l'univers mentale[50].»
- Norman McLaren
  - A little phantasy on a 19th-century painting, film d'animation pastel, 3 min 37 s : métamorphoses oniriques à partir du tableau L'Île des morts d'Arnold Böcklin[51]
- Joan Miró
  - Mujer, sculpture-objet, os, pierre de meule, acier et huile sur grès[52]
- Toyen
  - Au château La Coste[53]
  - Mythe de la lumière, huiles sur toile
- Yves Tanguy
  - Mains et gants, huile sur toile[54]
  - Nombres réels, huile sur toile[55]
- Dorothea Tanning
  - Eine Kleine Nachtmusik, huile sur toile[56]
- Elsa Thoresen
  - Terre brûlée, huile sur panneau[57]
- Clovis Trouille
  - Oh ! Calcutta ! Calcutta !, huile sur toile[58]
- Suzanne Van Damme
  - Composition surréaliste, huile sur panneau[59]
  - Couple d’oiseaux anthropomorphes, huile sur panneau[60]